# Міддлбері (Вермонт)
Міддлбері (англ. Middlebury) — місто (англ. town) в США, в окрузі Еддісон штату Вермонт. Населення — 9152 особи (2020).

## Демографія
Згідно з переписом 2010 року, у місті мешкало 8496 осіб у 2787 домогосподарствах у складі 1529 родин. Було 3068 помешкань
Расовий склад населення:
| - 90,3 % — білих - 4,3 % — азіатів - 1,3 % — чорних або афроамериканців - 0,2 % — корінних американців |

До двох чи більше рас належало 3,0 %. Частка іспаномовних становила 3,0 % від усіх жителів.
За віковим діапазоном населення розподілялося таким чином: 14,4 % — особи молодші 18 років, 71,3 % — особи у віці 18—64 років, 14,3 % — особи у віці 65 років та старші. Медіана віку мешканця становила 28,2 року. На 100 осіб жіночої статі у місті припадало 92,0 чоловіків;  на 100 жінок у віці від 18 років та старших — 88,6 чоловіків також старших 18 років.
Середній дохід на одне домашнє господарство  становив 72 003 долари США (медіана — 53 250), а середній дохід на одну сім'ю — 98 144 долари (медіана — 73 056). Медіана доходів становила 47 314 долари для чоловіків та 39 708 доларів для жінок. За межею бідності перебувало 12,0 % осіб, у тому числі 15,8 % дітей у віці до 18 років та 10,7 % осіб у віці 65 років та старших.
Цивільне працевлаштоване населення становило 3853 особи. Основні галузі зайнятості: освіта, охорона здоров'я та соціальна допомога — 41,2 %, мистецтво, розваги та відпочинок — 11,2 %, науковці, спеціалісти, менеджери — 8,9 %, роздрібна торгівля — 8,8 %.